# Albert Brendel

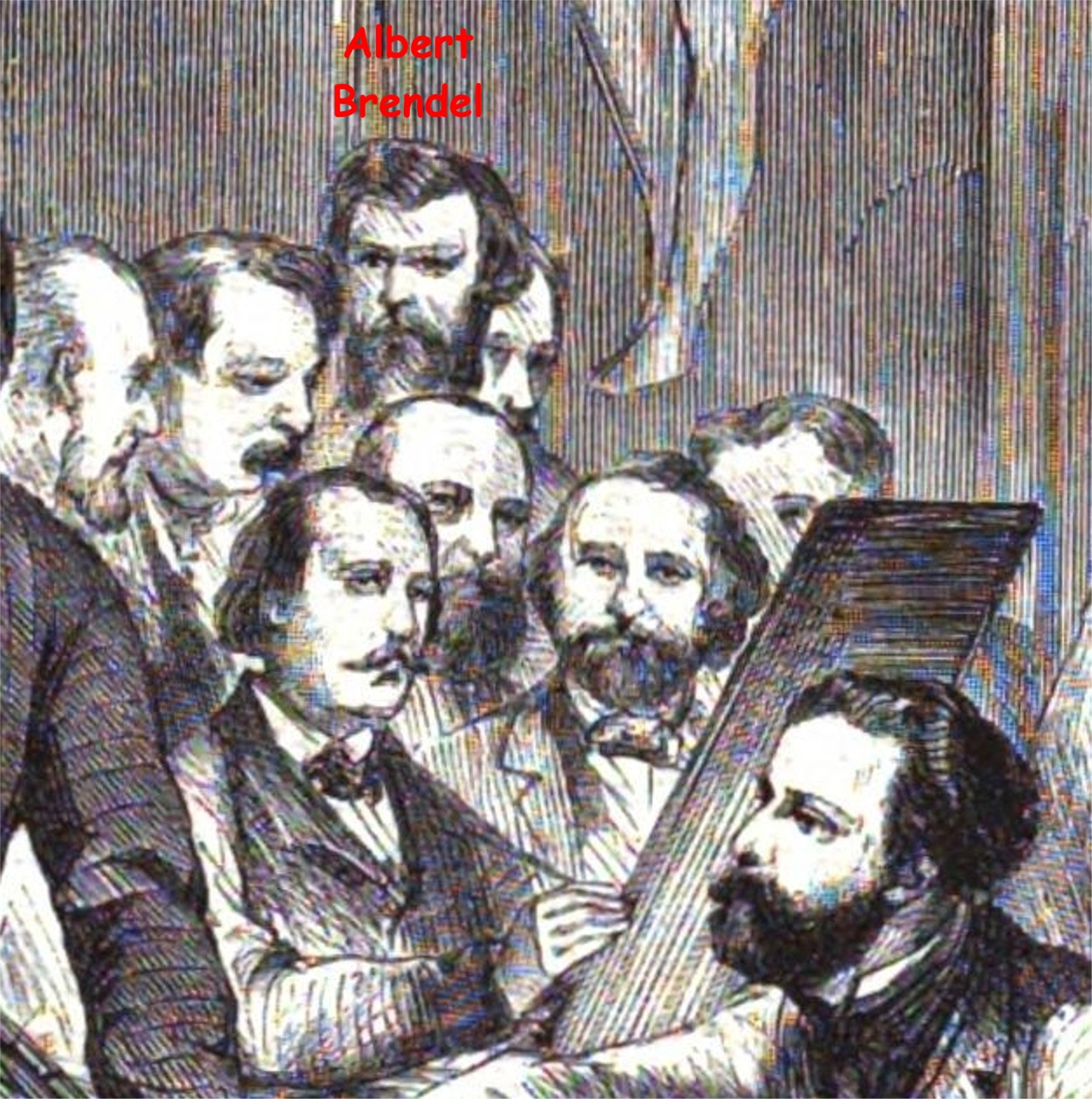
Albert Brendel, 1865, i kretsen av konstnärskollegor, grafik av Ludwig Löffler.

Albert Heinrich Brendel, född den 7 juni 1827 i Berlin, död den 28 maj 1895 i Weimar, var en tysk målare. 
Brendel studerade först i sin hemstad under ledning av marinmålaren Wilhelm Krause och erhöll senare (1851) sin utbildning i Paris under Thomas Couture och djurmålaren Filippo Palizzi. Sedan han därefter besökt Italien fullbordade han sina studier i Berlin under Carl Steffeck och studerade djurens anatomi vid veterinärskolans föreläsningar. Till en början utförde han marinmålningar, och först i Paris övergick han småningom till att måla djuren, bland vilka hästarna och fåren utgjorde hans styrka. I synnerhet de senare målade han med stort mästerskap och med präktiga färger. Till hans bästa, i nästan alla museer spridda, skapelser hör exempelvis det inre av ett fårstall (Kunsthalle i Hamburg), häststall i Barbison (vid Fontainebleau), normandiska hästar, bondgård, får, som lämnar stallet, fårens hemkomst till byn (nationalgalleriet i Berlin), Don Quijotes får. År 1868 blev han medlem av akademien i Berlin och 1875 professor vid konstskolan i Weimar.